# Teoria literatury
Teoria literatury – nauka, której przedmiotem badań jest literatura, ale która w odróżnieniu od historii literatury nie skupia się na periodyzacji zjawisk literackich, a w odróżnieniu od poetyki nie zajmuje się samą budową dzieła literackiego. Teoria literatury badając konkretne utwory i fakty literackie próbuje wykryć pewne ogólne prawidłowości nimi rządzące oraz określające ich charakter. Pojęcie pojawiło się w latach sześćdziesiątych XX wieku w pracach badaczy angielskich. We współczesnej teorii literatury da się zauważyć następujące tendencje:
- powiązania z dziedzinami takimi jak epistemologia, ontologia, psychologia;
- analiza własnej historii;
- próba zawężenia przedmiotu badań;
- próba ustalenia jednej obowiązującej teorii.

Teoria literatury bada z jednej strony pewne konkretne wytwory ludzkie, z drugiej zaś prawidłowości rządzące procesem rozwojowym danej ich dziedziny. Stąd też można wyróżnić dwa podstawowe nurty badań teoretyczno-literackich:
- teoria dzieła literackiego (inaczej „poetyka”), badająca składniki dzieł literackich in statu nascendi;
- teoria procesu historycznoliterackiego (inaczej „poetyka historyczna”), badająca głównie przekształcenia zjawisk z zakresu teorii literatury w historii literatury.